# گابریل جونز
گابریل جونز (Gabriel Jones) (زادهٔ ۱۷ مه ۱۷۲۴ - درگذشتهٔ اکتبر ۱۸۰۶)، وکیل، قانون‌گذار، کارمند دادگاه و کارمند دولت در سرزمین‌های استعماری (و بعدها دولت ایالات متحده) در ویرجینیا و یک ولزی آمریکایی قرن هجدهم بود.
جونز به مدرسهٔ بیمارستان مسیح (یکی از «مدارس کت آبی» شبانه‌روزی و دولتی انگلستان برای افراد ضعیف جامعه) رفت و پس از آن به عنوان کارآموز حرفه‌ای خدمت کرد و زیر نظر یک سولیسیتر دیوان عالی از لیونز این در میدلسکس به تحصیل دانش نظری حقوق پرداخت. جونز در ۲۱ سالگی پس از پایان دوره کارآموزی خود برای وکالت پذیرفته شد. او توسط توماس فیرفکس، لرد ششم فیرفکس کامرون و مالک زمین نک پراپریتری شمالی، یا خویشاوندش هیو مرسر، متقاعد شد که به ویرجینیا، جاییکه در آن به وکالت مشغول بود، بازگردد.
جونز به عنوان کارمند دادگاه برای شهرستان همپشایر، ویرجینیا (ویرجینیای غربی کنونی) برای مدت ۲۵ سال (۱۷۵۷–۱۷۸۲) کار کرد و به عنوان عضوی از مجلس بورجس ویرجینیا، نمایندهٔ شهرستان‌های فردریک، همپشایر و آگوستا بود. علاوه بر این، جونز به عنوان وکیل پادشاه برای شهرستان آگوستا و به پزشکی قانونی شهرستان فردریک خدمت کرد. او به عنوان نمایندهٔ ویرجینیا در کنگرهٔ قاره‌ای انتخاب شد، اما در آن شرکت نکرد و به عنوان نمایندهٔ شهرستان راکینگهام در مجمع تصویب ویرجینیا، انتخاب شد. جونز عموی، پیشگام آمریکایی، جان گابریل جونز (۱۷۵۲–۱۷۷۶) بود. او، هم با جورج واشینگتن و هم با توماس فیرفکس، لرد ششم فیرفکس کامرون، دوست بود.

## اوایل زندگی و تحصیلات
گابریل جونز در ۱۷ می ۱۷۲۴ در حدود ۳ مایلی (۸٫۴ کیلومتری) از ویلیامزبورگ، در شهرستان یورک، سرزمین استعماری ویرجینیا به دنیا آمد. او پسر جان و الیزابت جونز بود که چندین سال قبل از مونتگومری شایر در شمال ولز، بریتانیای کبیر، جاییکه خانواده جونز از نجیب‌زادگان بودند که به ویرجینیا آمده بودند. پدر جونز یک بافنده بود. الیزابت خواهر بزرگ‌تر جونز، در ۱۳ اوت ۱۷۲۱ در کالج ویلیام و مری در ویلیامزبورگ و برادر کوچک‌ترش، جان در ۱۲ ژوئن ۱۷۲۵ در همان مکانی که جونز متولد شد، به دنیا آمدند.
بر اساس سنت خانواده جونز، پدر جونز مقدار قابل توجهی از ثروت خود را در زمان اقامت در ویرجینیا از دست داد، که باعث شد خانواده او در ۱۷۲۷ به انگلستان برگردند. مرگ پدر جونز قبل از ۱۷۲۷ نیز از دلایل جابه‌جایی خانواده بود. الیزابت پس از نقل مکان به انگلستان، جونز و برادرش را در لندن بزرگ کرد، جاییکه الیزابت را در سنت گیلز در فیلدز در ۲۰ فوریه ۱۷۲۷ غسل تعمید دادند.
در آوریل ۱۷۳۲، جونز پس از معرفی توسط توماس سندفورد، در مدرسهٔ بیمارستان مسیح (یکی از «مدارس کت آبی») در لندن، پذیرفته شد. جونز به مدت هفت سال به مدرسهٔ بیمارستان مسیح رفت. در ۱۲ آوریل ۱۷۳۹، او توسط مادرش و جان هاتون، مشاور حقوقی دیوان عالی و لیونر این در میدلسکس، از مؤسسه مرخص شد. علی‌رغم منشأ اصیل آن‌ها، خانواده جونز از امکانات محدودی برخوردار بودند و او به عنوان یک شاگرد قراردادی و به مدت شش سال تا ۱۷۴۵ به تحصیل دانش نظری حقوق زیر نظر هاتون پرداخت. جونز در ۲۱ سالگی پس از اتمام دوره کارآموزی خود، برای وکالت پذیرفته شد.

## اواخر زندگی و میراث
پس از بازنشستگی از سمت خود به عنوان کارمند دادگاه در شهرستان همپشایر، جونز همچنان در امور سیاسی ویرجینیا فعال باقی‌ماند. در ۱۷۸۴، جورج واشینگتن با جونز در خانه‌اش در بوگوتا دیدار کرد و با او شام خورد. در ۱۷۸۸، جونز و برادر زنش توماس لوئیس برای نمایندگی از شهرستان راکینگهام در مجمع تصویب ویرجینیا، انتخاب شدند، جاییکه هر دو طرفدار سرسخت تصویب قانون اساسی ایالات متحده بودند. آرچیبالد استوارت، از شهرستانِ همسایه، آگوستا، به راکینگهام سفر کرد تا قبل از انتخابات برای جونز چند پرتره نقاشی بکشد و در عوض، جونز به استوارت درشکهٔ دونفره‌ای هدیه داد تا استوارت و همسرش را قادر به بازگشت به خانه، در شهرستان آگوستا کند. جونز یکی از اولین متولیان آکادمی استونتون، پس از ادغام آن توسط مجمع عمومی ویرجینیا در ۴ دسامبر ۱۷۹۲، بود.
جونز تا زمان مرگش به کار وکالت در شهرستان راکینگهام ادامه داد. جاده‌ای که او به‌طور مرتب میان محل سکونت خود در بوگوتا و شهرستان راکینگهام در هریسونبورگ در آن رفت و آمد می‌کرد به «جاده وکیل» معروف شد که اکنون نام «جادهٔ وکیل» برای آن ثبت شده‌است. جونز به دلیل شهرتش در منطقهٔ دره ویرجینیا و به احتمال این حقیقت که او ممکن بود اولین وکیل در شهرستان آگوستا بوده باشد، به «وکیل دره» ملقب شد. جونز در اکتبر ۱۸۰۶ در ملک خود در بوگوتا درگذشت.
در بهار ۱۸۸۷، یک پنجره یادبود برای جونز و همسرش در کلیسای اسقفی جدیدی که در نزدیکی محل سکونت سابق آن‌ها در بوگوتا برپا شده بود، نصب شد. بیشتر در سالنامهٔ مورخ، جوزف ادیسون وادل در شهرستان آگوستا، ویرجینیا (۱۸۸۶) از جونز یاد شده‌است که در آن، وادل در مورد جونز اظهار داشته‌است: «او مردی با توانایی زیاد و صداقت تمام در نظر گرفته می‌شد. تنها عیب او، یا تنها عیبی که سنت از او می‌گوید، خلق و خوی بسیار تحریک‌پذیرش بود که وقتی برانگیخته می‌شد، خود را با شدیدترین عباراتی که می‌توانست دستور دهد، همراه با ناسزاگویی‌های بسیار بیان می‌کرد. او از تحقیرکردن هر آدم دروغگو، پست و بی‌وجدانی، با زبان و قلم، دریغ نمی‌کرد». توماس مارشال گرین مورخ و نسب‌شناس در کتاب خود «خانواده‌های تاریخی کنتاکی» (۱۸۸۹) دربارهٔ جونز می‌نویسد: «گابریل جونز به سرعت در حرفهٔ خود پیشرفت کرد. از نظر دستاوردها در سرزمین‌های استعماری، در رتبه دوم قرار داشت. او در توانایی بومی در میان کسانی که در رتبهٔ اول بودند، انگشت‌نما بود».

## زندگی شخصی
جونز در ۱۶ اکتبر ۱۷۴۹ با مارگارت استروتر مورتون (۱۷۲۶–۱۸۲۲)، بیوهٔ جورج مورتون و دختر ویلیام استروتر و همسرش مارگارت واتس از شهرستان کینگ جورج ازدواج کرد. همسر جونز ۹۷ سال زندگی کرد و وادل در سالنامهٔ خود در شهرستان آگوستا، ویرجینیا، از او به عنوان «بانویی با شخصیت برجستهٔ مسیحی» توصیف کرد. جونز و همسرش مارگارت سه دختر، یک پسر و یک فرزند با جنسیت ناشناخته داشتند که در دوران نوزادی فوت کرد: مارگارت مورتون جونز هاروی که با وکیل سرهنگ جان هاروی از شهرستان آلبمارل ازدواج کرد، الیزابت جونز لوئیس که با تاجر جان لوئیس از فردریکزبورگ (پسر فیلدینگ لوئیس و همسر اولش کاترین واشینگتن) ازدواج کرد، آنا گابریلا جونز هاوکینز که با جان هاوکینز از کنتاکی ازدواج کرد و ویلیام استروتر جونز (متولد ۲۱ مارس ۱۷۵۶) که با فانی تورنتون از فردریکزبورگ ازدواج کرد.

## کتابشناسی
- Brannon, Selden W., ed. (1976). Historic Hampshire: A Symposium of Hampshire County and Its People, Past and Present. Parsons, West Virginia: McClain Printing Company. ISBN 978-0-87012-236-1. OCLC 3121468.
- Brown, Stuart E. (1965). Virginia Baron: The Story of Thomas, 6th Lord Fairfax. Berryville, Virginia: Chesapeake Book Company. OCLC 699865. Archived from the original on June 28, 2014 – via Google Books.
- Cartmell, Thomas Kemp (1909). Shenandoah Valley Pioneers and Their Descendants: A History of Frederick County, Virginia (illustrated) from Its Formation in 1738 to 1908. Winchester, Virginia: Eddy Press Corporation. ISBN 978-0-7222-4630-6. OCLC 583806244. Archived from the original on April 22, 2016 – via Google Books.
- Green, Thomas Marshall (1889). Historic Families of Kentucky. Cincinnati: Robert Clarke and Company. OCLC 223261777. Archived from the original on October 27, 2013 – via Google Books.
- Lockhart, Arthur William (1918). Gabriel Jones (1724–1806): Sometime a Scholar of Christ's Hospital, and American Citizen and Friend of George Washington. London: School Press. OCLC 19319585. Archived from the original on June 28, 2014 – via Google Books.
- Loth, Calder; Wilson, Joanna (October 2008), National Register of Historic Places - Nomination Form: Bogota (PDF), United States Department of the Interior, National Park Service, Virginia Department of Historic Resources, archived from the original (PDF) on February 7, 2016
- Maxwell, Hu; Swisher, Howard Llewellyn (1897). History of Hampshire County, West Virginia From Its Earliest Settlement to the Present. Morgantown, West Virginia: A. Brown Boughner, Printer. OCLC 680931891. OL 23304577M.
- Munske, Roberta R.; Kerns, Wilmer L., eds. (2004). Hampshire County, West Virginia, 1754–2004. Romney, West Virginia: The Hampshire County 250th Anniversary Committee. ISBN 978-0-9715738-2-6. OCLC 55983178.
- Waddell, Joseph Addison (1886). Annals of Augusta County, Virginia, With Reminiscences Illustrative of the Vicissitudes of Its Pioneer Settlers. Richmond, Virginia: William Ellis Jones, Book and Job Printer. OCLC 2687660. Archived from the original on June 28, 2014 – via Google Books.
- West Virginia Historical Society (1992). Genealogies of West Virginia Families from The West Virginia Historical Magazine Quarterly, 1901–1905. Baltimore: Genealogical Publishing Company, Inc. ISBN 978-0-8063-4692-2. OCLC 25575463. Archived from the original on June 28, 2014 – via Google Books.